# 9 (film)
A 9 egy 2009-es amerikai animációs film, melynek írója és rendezője az elsőfilmes Shane Acker, producere Tim Burton amerikai rendező. A film gyártója a Focus Features.
2009. szeptember 9-én mutatták be, Magyarországon 2010. április 22-én került a mozikba.

## Történet
|  | Alább a cselekmény részletei következnek! |

A történet egy párhuzamos világban kezdődik, valahol az 1900-as évek környékén. Az emberek és az ellenük fordult gépek háborúznak. Egy tudós, aki részt vett a gépek megalkotásában, rájött, hogy hamarosan a gépekből kilőtt mérges gáz hatására elpusztul, ezért egy új fajt hív életre: Tervez 9 darab 10–20 cm-es rongybabát, ezekhez mechanikus karokat, szemet készít. Egy furcsa eszközt csatol rájuk a férfi, majd holtan össze esik. Az egyik baba a háború után tér magához (történetesen 9-es), majd találkozik 2-essel. A babákat megtámadja egy csont és fém kiborg lény – mely leginkább egy macskára hasonlít – és elragadja 2-t. 9-et megtalálja a többi bábu: 1, a mogorva veterán, 5, az egyszemű mérnök, 6, az enyhén őrült művész és 8, a nagydarab rongybaba. 9 az egyetlen, aki megfelelő vezetői képességekkel rendelkezik, de 1 úgy véli, jobb menekülni. Hirtelen megjelenik 7, aki jó harcos. A 6 bábu között vita alakul ki, végül megegyeznek, hogy megmentik 2-t. 9 időközben megtalálja zipzárja alatt a szerkezetet, mely életre keltette őket. A mechanikus állatot megölik és kiszabadítják 2-t, de 9 a szerkezetet egy furcsa csatlakozóba nyomja, ami elszipkázza 2 lelkét, majd az így újraindított robot-vezér (mely valójában egy mechanikus gyár) megtámadja őket. A rongybabák megmenekülnek, majd 7 vezetésével egy könyvtárba mennek. Itt találkoznak a testvérpárral, 3-mal és 4-gyel. Ők ide menekültek, átolvasták a könyveket és a múltat kutatták. Itt rájuk tör egy madárszerű, daráló fogú gép, mellyel 8 sikeresen végez. Végül visszatérnek abba a régi épületbe, ahol elbújhatnak a gépek elől. Este egy kígyószerű gép csúszik a bejárathoz, majd az őrségbe kihelyezett 8-at (aki egy mágnes hatását élvezi) elkapja, majd magába fonja. A csapat úgy dönt, hogy elhagyják a házat. 9 észreveszi, hogy 6 rajzain a kis kör alakú aktiváló szerkezet mintája látszik. Ismét elmennek a könyvtárba. Itt megtudják, hogy ez a szerkezet az emberek lelkét képes átközvetíteni, egy másik testbe. 9 és a bábuk elindulnak, hogy megöljék a gépet. A harc során egy olajos hordót gurítanak a lángoló raktárépületbe. Úgy tűnik, sikerült elpusztítani a gépeket. A bábuk ünnepelnek, azonban a gép a füstből kinyúlva elkapja 5-öt. Egy hídnál a gép a szakadékba zuhan, de sikerül megkapaszkodnia, majd megöli 6-ot. 9 visszamegy a házba, ahol ébredt. Itt talál egy dobozt egy "9"-es címkével. A dobozt kinyitva egy hologram jelenik meg a tudósról, aki elmagyarázza, mi történt:
Ő alkotta meg a robotvezért katonai okokból. De túlságosan agresszív lett, még egy embert is megölt. Ennek ellenére aktiválták. A vezér programja az volt, hogy minden felhasználható dologból gépeket készítsen. Elsőkén hatalmas lépegető gépezeteket épített, gépfegyverekkel. Eleinte sorra nyerték a háborúkat, de később a lépegetők, és a vezér az emberek ellen fordult. Ezek után a gépek mérges gázzal teli rakétákat lőttek ki világszerte, így kipusztítva az emberi fajt. Ekkor kiderül, hogy az összes bábu a tudós lelkének egy-egy része. A gépe pedig lelkekkel táplálkozik. Az egyetlen esély a robot legyőzésére, ha 9 visszaszerzi a szerkezetet, mely a lelkeket transzportálja, és megjegyzi a szerkezeten lévő jelek sorrendjét. 9 visszarohan, és elmondja, hogy mindannyian egy ember részei, és hogy mit kell tenniük. A gép ismét harcra kész, és támadni készül. 1 feláldozza magát, hogy időt nyerjen barátainak. 9 a géphez rohan, és kitépi belőle a kis formákkal díszített kupola alakú aktiváló kulcsot. A gépszörny egyik rozsdás, kopott mechanikus kezével nyúl a megrémült baba után, aki a sorrendet követve benyomja a három szimbólumot a kupolán. A szerkezet kinyílik, és a gép elveszti minden erejét. A világ megmenekült, de már csak négyen maradtak. 9 éjszaka egy szertartást rendez, ahol kinyitja a szerkezetet. A kupolából kirepülnek a bábuk lelkei. 9, 7, 3 és 4 elbúcsúznak tőlük, miközben azok az ég felé lebegve elmosódnak. Zuhogni kezd, majd 9 kijelenti, hogy mostantól ez ez ő világuk.
|  | Itt a vége a cselekmény részletezésének! |

## Szereplők
- 1. rongybaba hangja – Christopher Plummer (magyar hangja Makay Sándor)
- 2. rongybaba hangja – Martin Landau (magyar hangja Kajtár Róbert)
- 5. rongybaba hangja – John C. Reilly (magyar hangja Fekete Zoltán)
- 6. rongybaba hangja – Crispin Glover (magyar hangja Seder Gábor)
- 7. rongybaba hangja – Jennifer Connelly (magyar hangja Bogdányi Titanilla)
- 8. rongybaba hangja – Fred Tatasciore (magyar hangja Földi Tamás)
- 9. rongybaba hangja – Elijah Wood (magyar hangja Molnár Levente)
- Tudós hangja – Alan Oppenheimer (magyar hangja: Forgács Gábor)
- Diktátor hangja – Tom Kane (magyar hangja: Király Adrián)

* További magyar hangok: Pupos Tímea, Sörös Miklós, Stern Dániel

## Előzmény
Shane Acker elsőfilmes rendező filmjét a 2005-ben már elkészített Oscar-díjra is jelölt kisfilmje alapján készítette. Tim Burton producer segítségével készült belőle 79 perces mozifilm.

## Díjak és jelölések
A film 6 jelölést kapott:
- Annie Awards
  - jelölés: legjobb animáció
  - jelölés: legjobb desing
- Motion Picture Sound Editors, USA
  - jelölés: legjobb hangeffektek
- PGA Awards
  - jelölés: legjobb animáció
- Visual Effects Society Awards
  - jelölés: kiemelkedő animáció
- Washington DC Area Film Critics Association Awards
  - jelölés: legjobb animációs film

## Bevételi adatok
A film Amerikában 2009. szeptember 9-én került bemutatásra. Az első négy napban 12 millió dollár, a második hét végére 26 millió dollár bevételt hozott. A 31 milliós USD összbevételt december 3-áig érte el. 2010. április 4-éig további 28 országban mutatták be, amelyekből összesen 16 millió dollár bevétel érkezett. Legnagyobb bevételt Oroszországban (5 millió USD) és Franciaországban (4,5 millió USD), míg a legalacsonyabb bevételt Észtországban (7,7 ezer USD) érte el.

## Kritika és fogadtatás
Magyarországon a film rossz kritikát kapott. A kritikusok szerint legnagyobb hibája, hogy egyszerűen érthetetlen, nem derül ki belőle, hogy mi is a film mondanivalója. Nem lép túl a 2005-ben készített kisfilm történetén. A Rotten Tomatoes oldalán 63% a tetszési indexe.